# Ixora conferta
Ixora conferta är en måreväxtart som beskrevs av Theodoric Valeton. Ixora conferta ingår i släktet Ixora och familjen måreväxter. Inga underarter finns listade i Catalogue of Life.